# Schistorhynx argentistriga
Schistorhynx argentistriga är en fjärilsart som beskrevs av George Francis Hampson 1898. Schistorhynx argentistriga ingår i släktet Schistorhynx och familjen nattflyn. Inga underarter finns listade.